# Montejo de Tiermes
Montejo de Tiermes ist ein Ort und eine Gemeinde (municipio) mit nur noch 140 Einwohnern (Stand: 2024) im Südwesten der nordspanischen Provinz Soria in der Autonomen Region Kastilien-León. Die Gemeinde gehört zur bevölkerungsarmen Serranía Celtibérica.

## Lage und Klima
Montejo de Tiermes liegt in einer Höhe von etwa 1160 m. Die nächstgrößere Stadt, El Burgo de Osma, ist etwa 38 km (Fahrtstrecke) in nordöstlicher Richtung entfernt. Bis zur Provinzhauptstadt Soria sind es knapp 100 km (Fahrtstrecke) ebenfalls in nordöstlicher Richtung; auf dem Weg dorthin liegt der denkmalgeschützte Ort Calatañazor. Sehenswert sind auch die unter Denkmalschutz stehenden Orte San Esteban de Gormaz (ca. 27 km nördlich), Ucero (ca. 55 km nördlich) und Berlanga de Duero (ca. 40 km östlich). Eine etwa 10 km lange Wanderung in östlicher Richtung führt ins benachbarte Bergdorf Caracena. Das Klima ist gemäßigt bis warm; Regen (ca. 530 mm/Jahr) fällt übers Jahr verteilt.

## Bevölkerungsentwicklung
| Jahr      | 1857 | 1900 | 1950 | 2000 | 2019 |
| Einwohner | 952  | 913  | 852  | 251  | 155  |

Infolge der Mechanisierung der Landwirtschaft, der Aufgabe bäuerlicher Kleinbetriebe („Höfesterben“) und des daraus resultierenden geringeren Arbeitskräftebedarfs ist die Zahl der Einwohner – trotz Eingemeindungen der ehemals eigenständigen Dörfer Ligos, Torresuso, Cuevas de Ayllón, Noviales, Carrascosa de Arriba, Hoz de Abajo, Hoz de Arriba, Pedro, Rebollosa de Pedro und Valderromán – seit der Mitte des 20. Jahrhunderts stark rückläufig.

## Wirtschaft
Das kleine Bergdorf war und ist in hohem Maße von der Landwirtschaft (Feldbau und Viehzucht) geprägt. In früheren Zeiten diente der Ort als Handwerks- und Marktzentrum für die – mittlerweile meist aufgegeben – kleineren Einzelgehöfte und Weiler der Umgebung. Seit der Mitte des 20. Jahrhunderts spielt der Tourismus (Wandern und Ferienwohnungen) eine wichtige Rolle als Einnahmequelle für die Gemeinde.

## Geschichte
Funde lassen vermuten, dass eine Siedlung mit Namen Termes oder Termantia des keltiberischen Stammes der Arevaker in unmittelbarer Nähe lag. Auch die Römer waren in der Gegend und hinterließen eine Quelleinfassung im Ort und eine Legionärsinschrift in Noviales. Die Einsiedlerkirche Ermita de la Virgen del Val im Ortsteil Pedro wird mit den Westgoten in Verbindung gebracht. Ein aus islamischer Zeit stammender Wachturm (atalaya) am Ortseingang erinnert an die Zeit der islamischen Herrschaft über weite Teile der Iberischen Halbinsel, die im nördlichen Teil mit einer Niederlage des Feldherrn Almansor im Sommer des Jahres 1002 in der – historisch nicht belegten – Schlacht von Calatañazor endgültig zu Ende ging. Über die Zugehörigkeit des Ortes zu spätmittelalterlichen und frühneuzeitlichen Grundherrschaften ist nichts bekannt.

## Sehenswürdigkeiten
Montejo de Tiermes

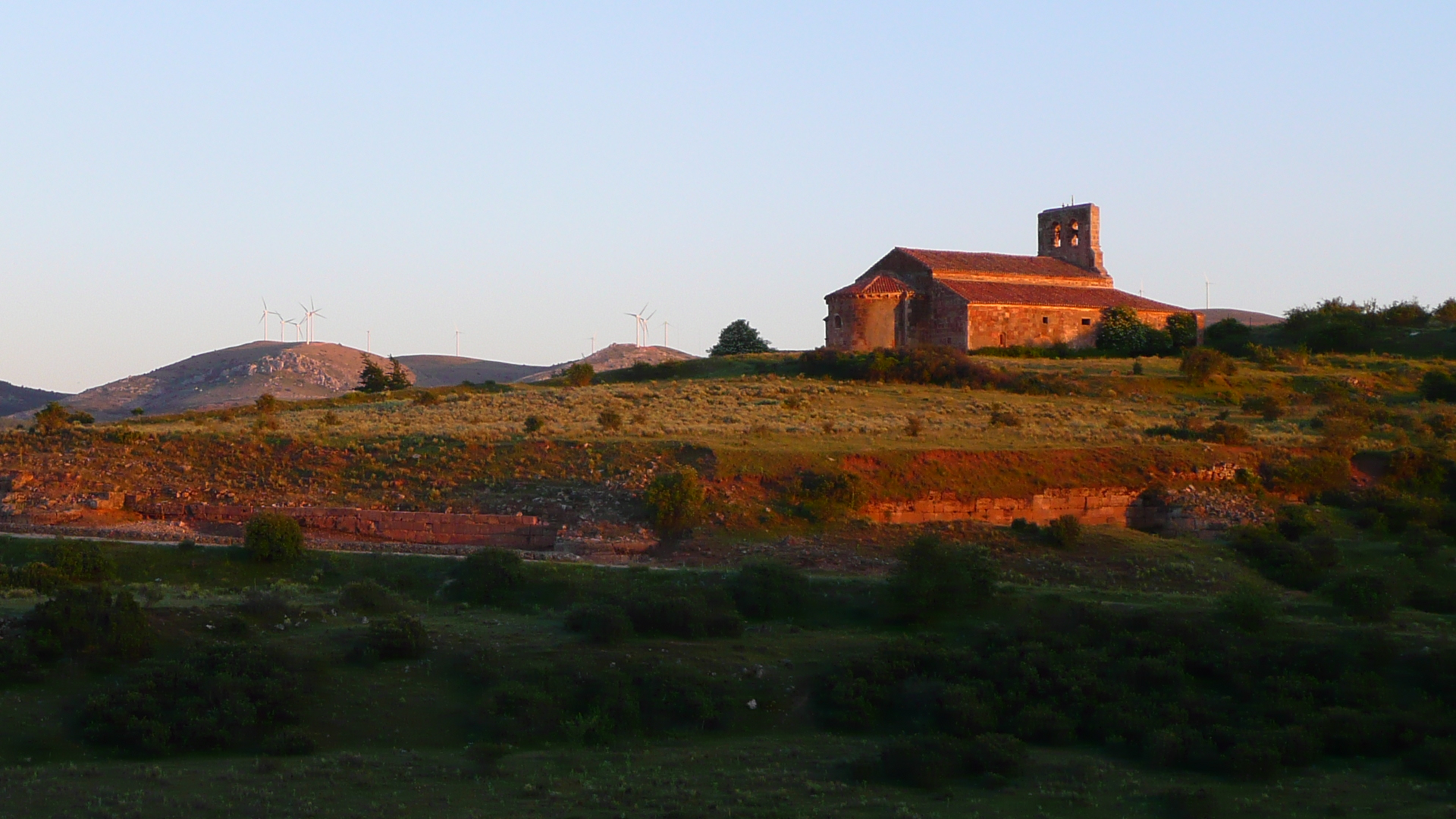
Ermita Santa María

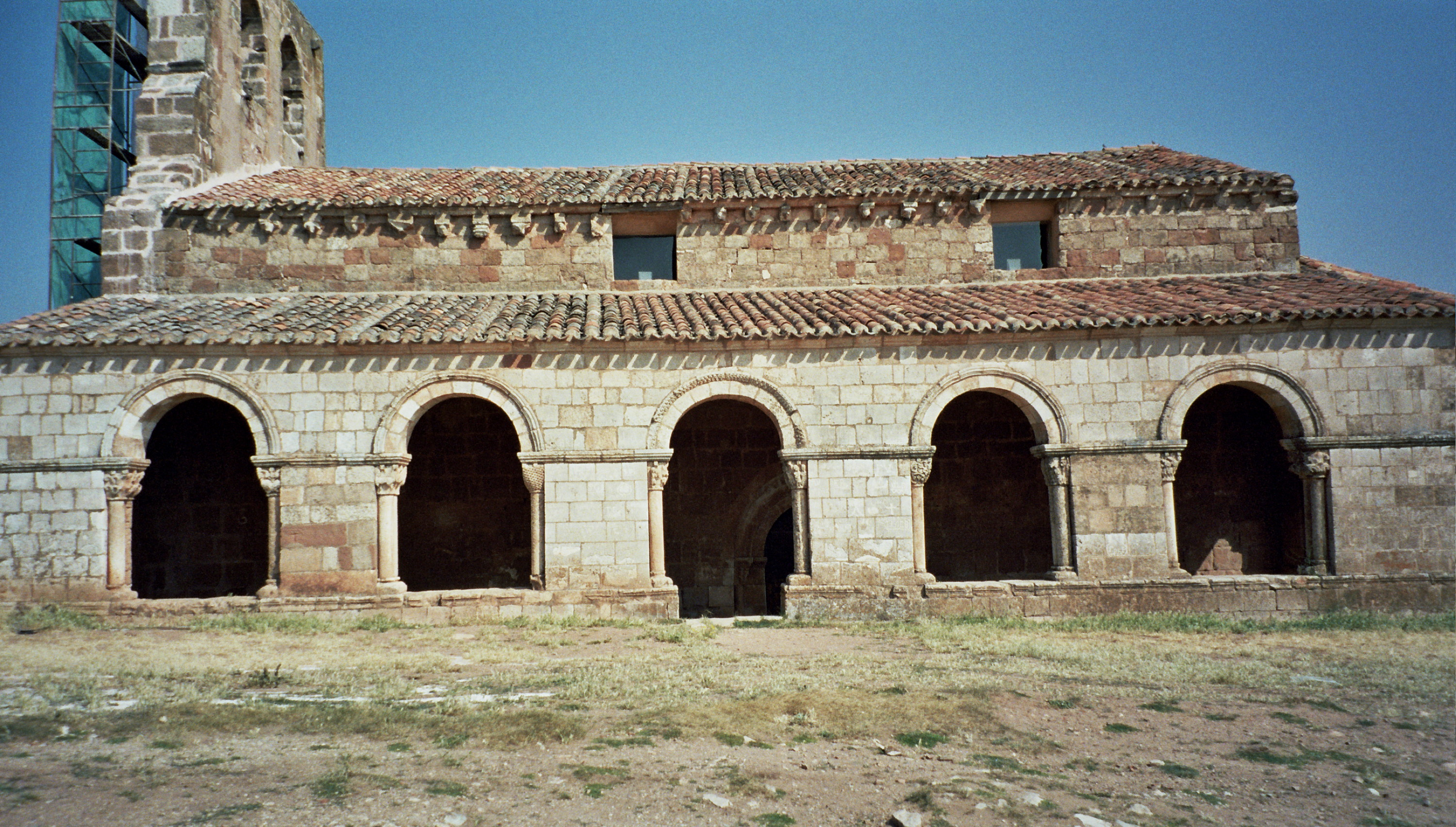
Ermita Santa María

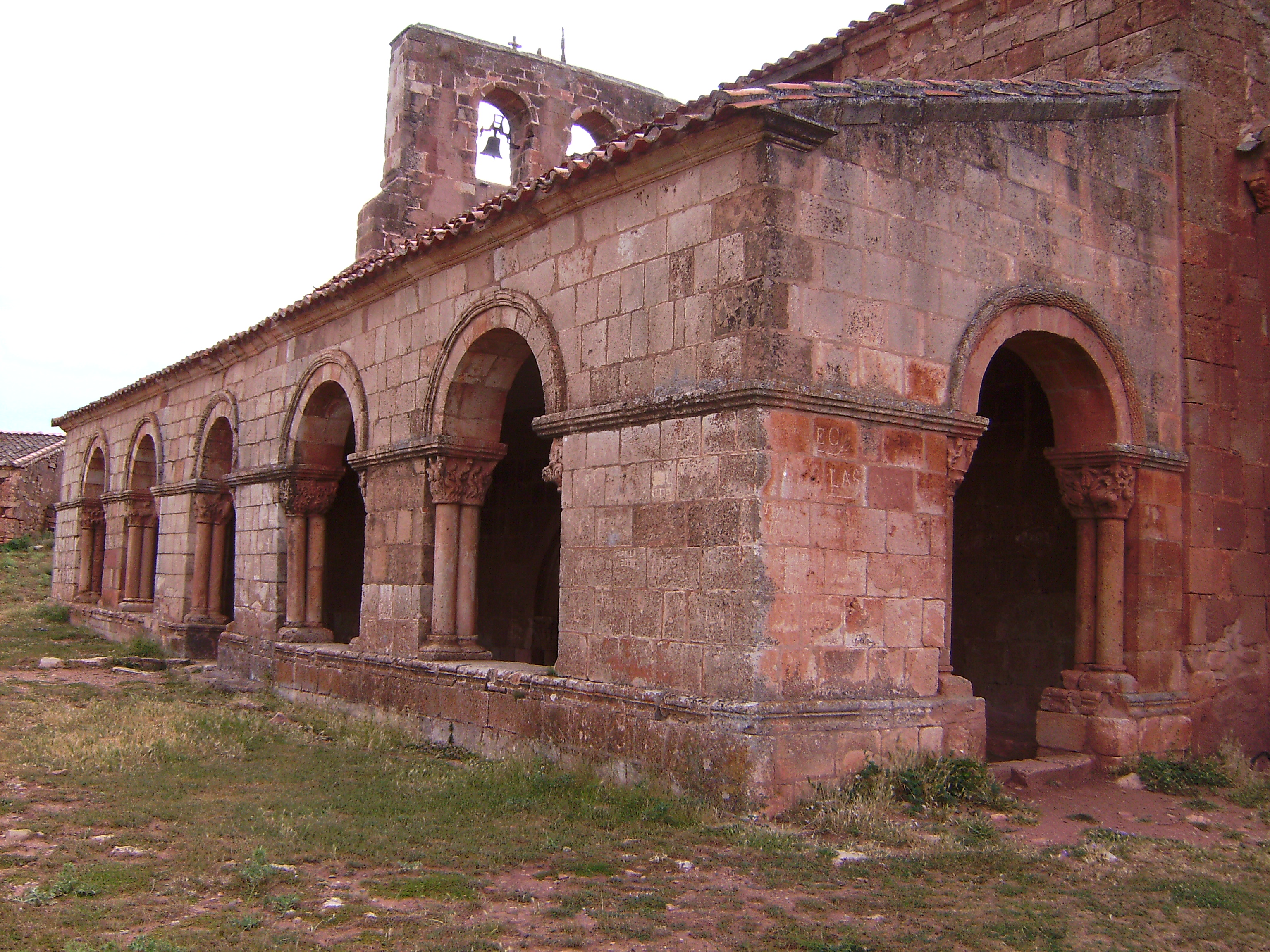
Ermita Santa María

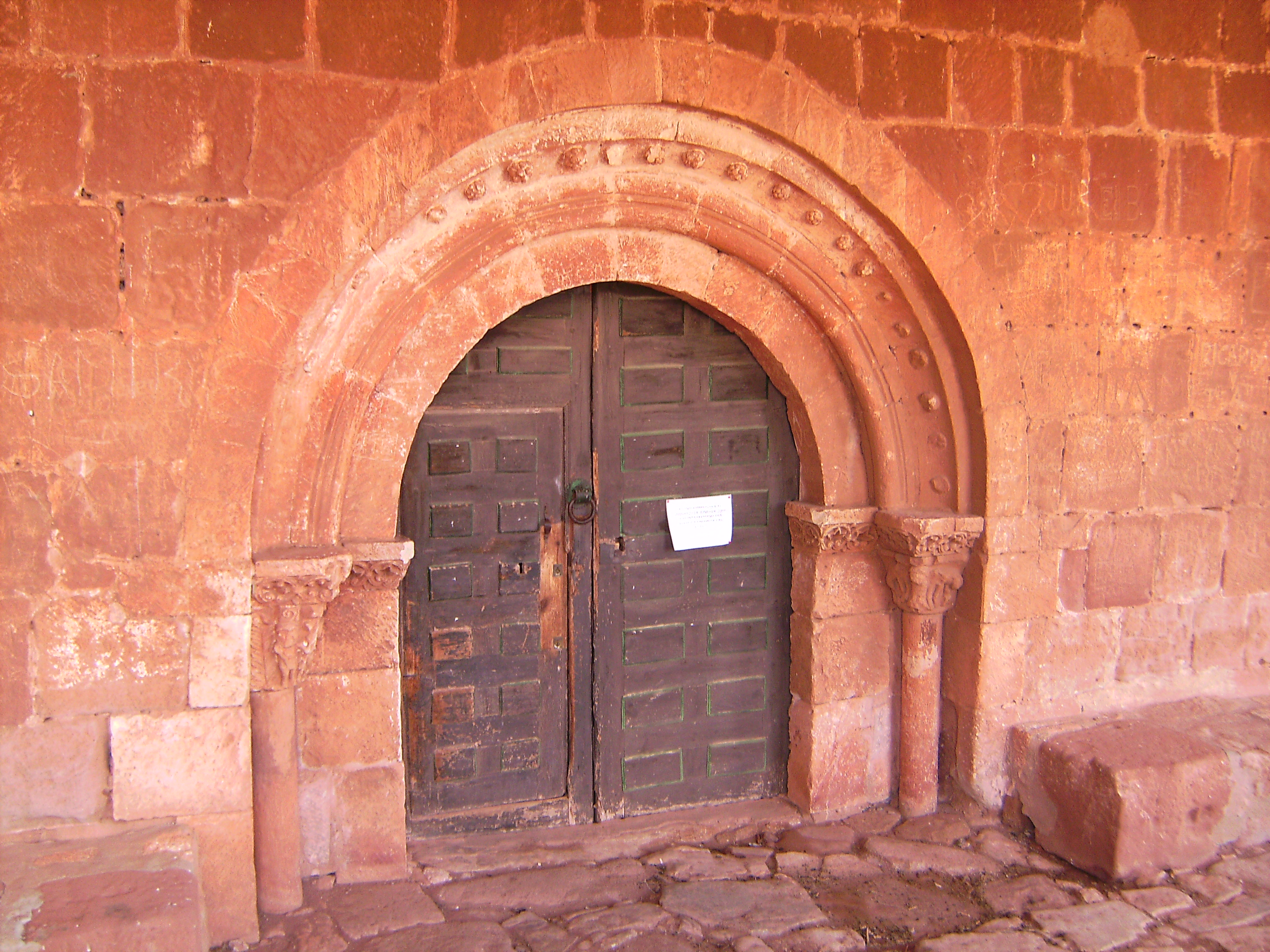
Portal der Ermita Santa María

- Am Ortseingang von Montejo de Tiermes steht ein auf natürlichem Fels errichteter und gut erhaltener Wachturm (Atalaya) aus islamischer Zeit. Sein Eingang befindet sich – wie üblich – in ca. 2,50 m Höhe und war nur über eine Leiter (oder Strickleiter) erreichbar.
- Zwei von ehemals sechs Arkadenbögen der romanischen Südvorhalle (portico) der Kirche San Cornelio y San Cipriano sind zugemauert. Das einzig verbliebene Kapitell ruht – wie üblich – auf einem Doppelsäulenpaar und zeigt zwei ineinander verschlungene Schlangen. Im Inneren der einschiffigen Kirche findet sich ein barockes Altarretabel (retablo).
- Bedeutender ist die etwas außerhalb des Ortes gelegene Kirche (Ermita de Santa María), deren Arkaden in der Südvorhalle (portico) durch Wandteile voneinander getrennt sind – eine Konstellation, die auf eine frühe Bauzeit verweisen könnte, stünden daneben nicht Doppelsäulen mit ausgereiften Kapitellen. Diese zeigen vor allem vegetabilische und abstrakte Motive; aber auch figürliche Themen (Sündenfall und Daniel in der Löwengrube) sind zu sehen. Dagegen ist das romanische Portal eher schlicht gehalten; in der Archivolte findet sich eine Reihe von kleinen Rosetten. Auf der Nordseite ist ein Seitenschiff angebaut worden. Der ganze Kirchenbau ist aus beinahe exakt behauenen Steinen erbaut und so wird eine Bauzeit im ausgehenden 12. Jahrhundert angenommen.
- Die archäologische Stätte der Arevaker-Stadt Termes ist nur etwa 1 km entfernt. Dort befindet sich auch ein kleines Museum (siehe Weblink).

Pedro
- Im Ortsteil Pedro hat sich eine einfache – möglicherweise noch auf einen westgotischen Vorgängerbau zurückgehende – kleine Kirche (Ermita de la Virgen del Val) erhalten. In späterer Zeit erhielt sie eine auf Holzstützen ruhende Südvorhalle. Mehrere in die Außenwand eingelassene ornamentierte Steine sind wiederverwendet (Spolien).

Torresuso
- Die kleine romanische Kirche Santa María Magdalena wird durch eine Südvorhalle aus der Zeit der Renaissance optisch aufgewertet.

Ligos
- Die einschiffige Kirche San Juan Bautista hat einen zweigeschossigen Glockengiebel (espadaña) aus der Renaissance oberhalb der ansonsten schmucklosen Westfassade und ein außergewöhnlich reich dekoriertes romanisches Archivoltenportal auf der Südseite.

Valderromán
- Der Ort verfügt über eine kleine spätgotische Dorfkirche mit einem Glockengiebel und dahinterliegender Fachwerk-Glockenstube sowie einer in späterer Zeit erhöhten und vergrößerten Apsis.

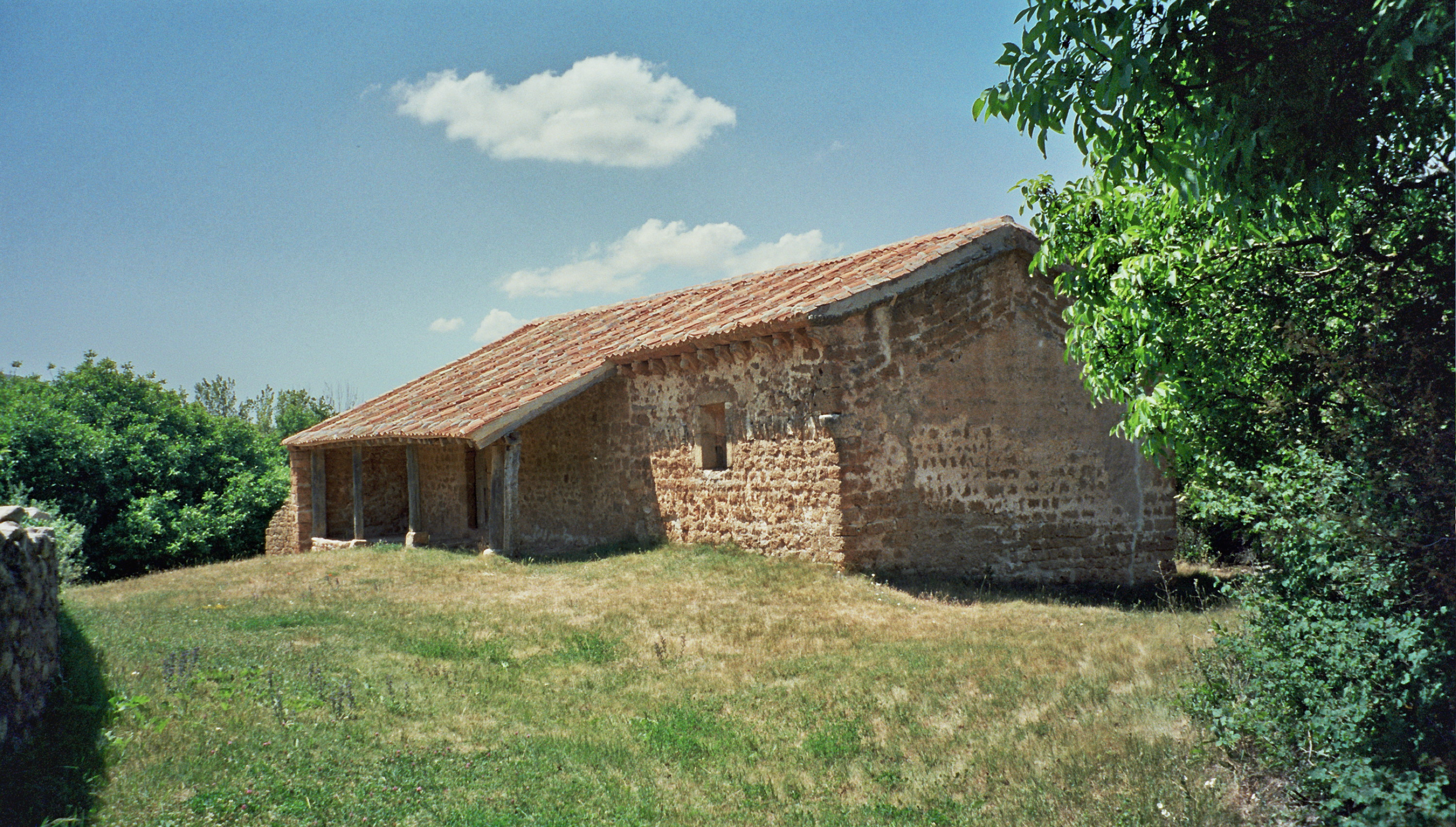
Ermita de la Virgen del Val in Pedro
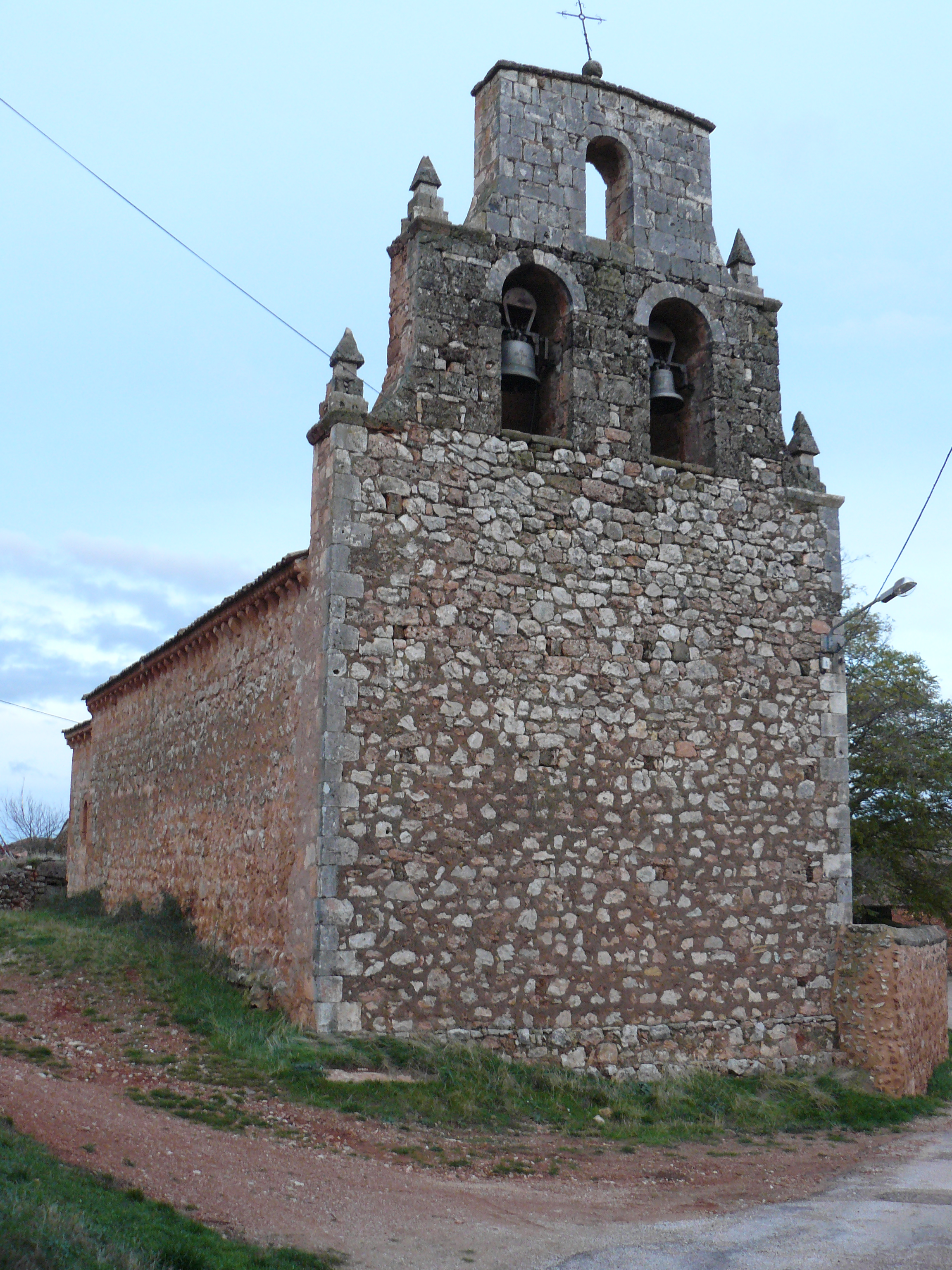
Kirche San Juan Bautista in Ligos – Westfassade mit Glockengiebel
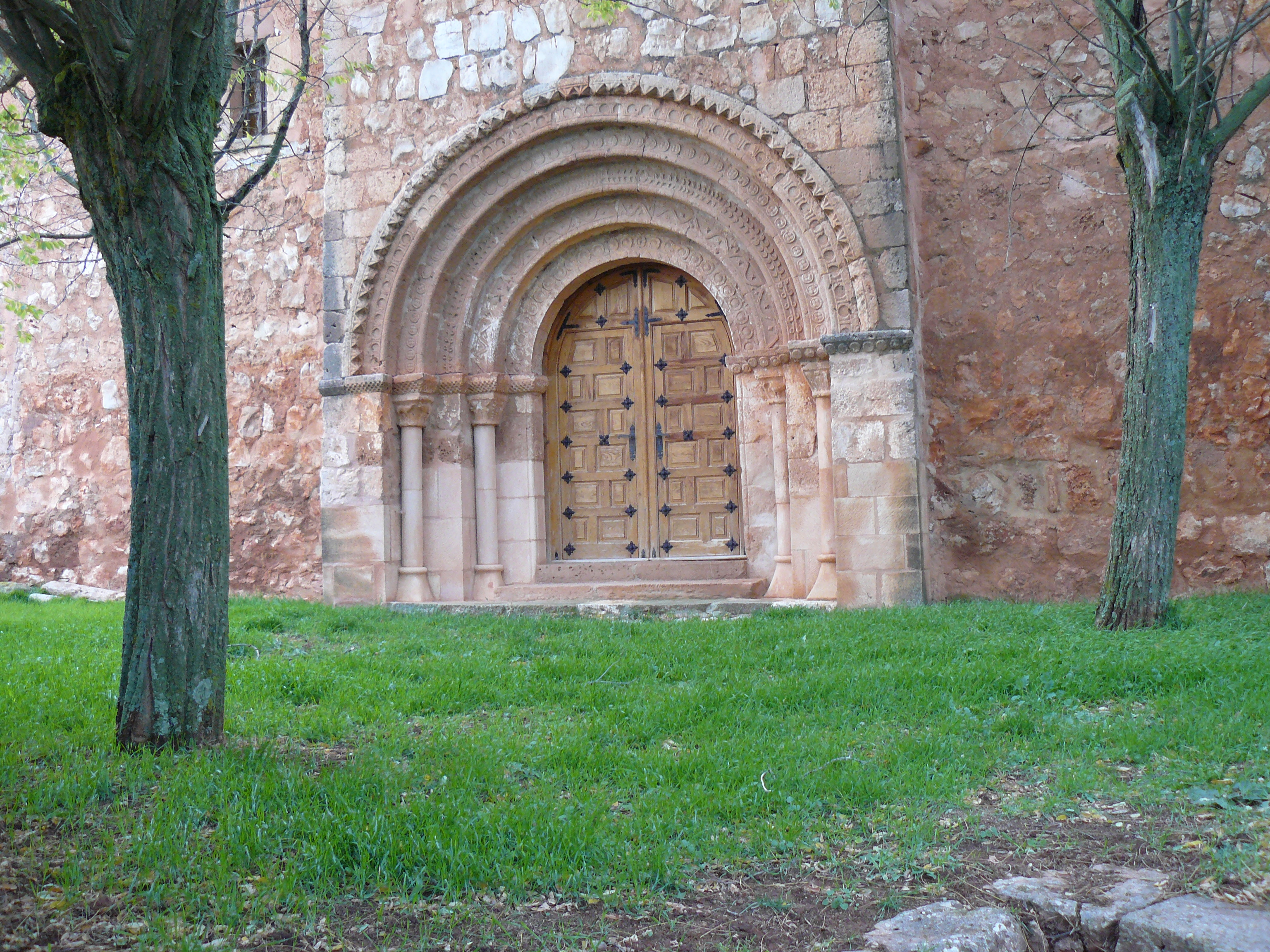
Kirche San Juan Bautista in Ligos – Südportal
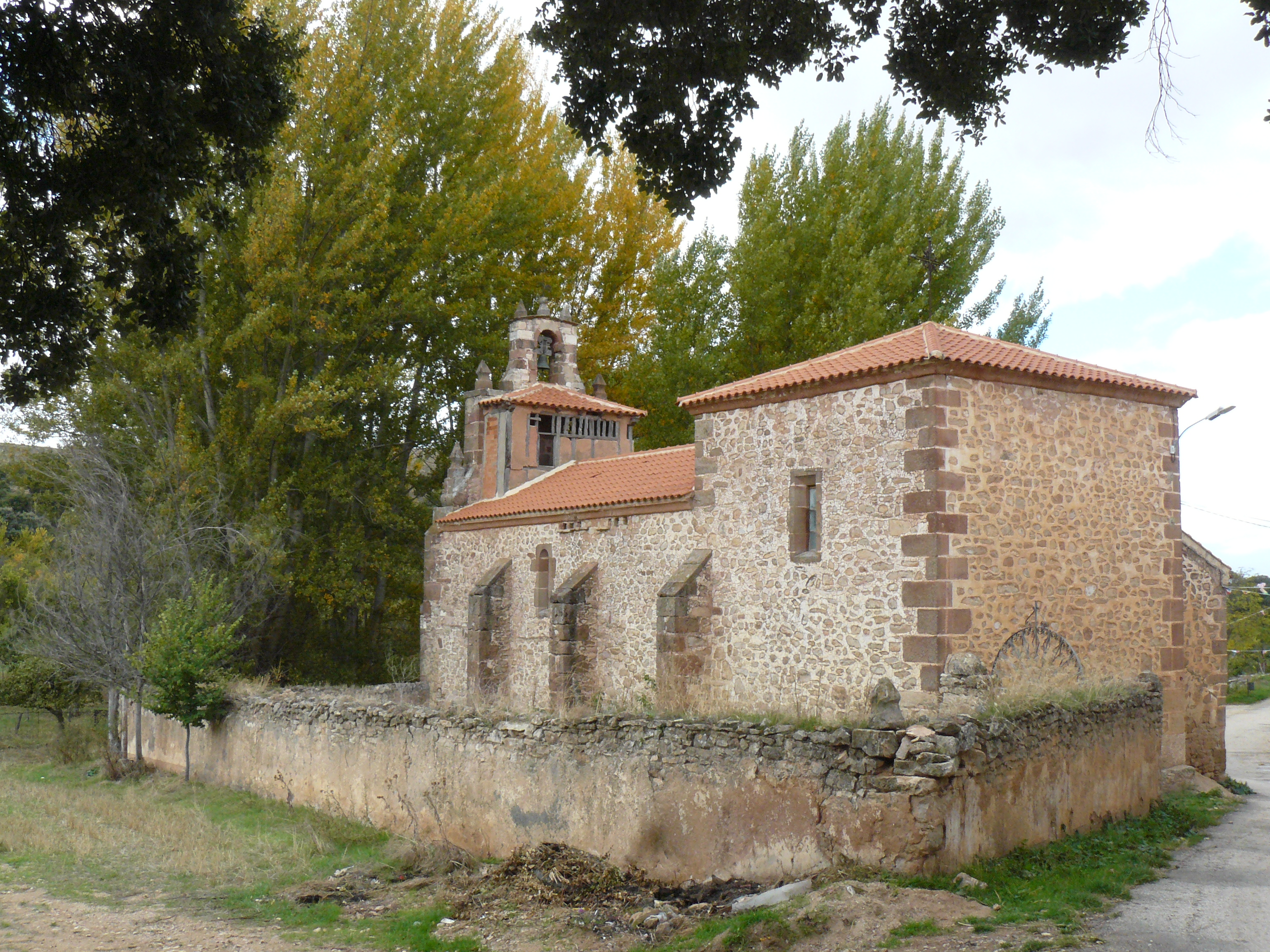
Valderromán – Kirche